# Caririchnium
Caririchnium (лат.) — ихнород растительноядных орнитоподовых динозавров из раннего мела Северной и Южной Америки, Азии и Европы. В ихнород включают 4 ихновида и один nomen dubium. Ихнород и типовой ихновид Caririchnium magnificum назван и описан Leonardi в 1984 году. Ихновид Caririchnium kortmeyeri назван и описан Currie и Sarjeant в 1979 году. Ихновид Caririchnium billsarjeanti назван и описан Meyer и Thuring в 2003 году. Ихновид Caririchnium lotus назван и описан Xing с коллегами в 2007 году. Ихновид Caririchnium protohadrosaurichnos назван и описан Lee в 1997 году.

## История исследования

### Характеристика голотипов ихновидов
Голотип Caririchnium magnificum, представляющий собой дорожку следов длиной 25 м (пластотип — слепок первых отпечатков кисти и стопы), обнаружен в местонахождении Serrote do Pimenta в слоях формации Antenor Navarro, датированных берриасом — готеривом (около 145—129 млн лет назад), недалеко от города Соза, провинция Параиба, Бразилия.
Дополнительный материал включает дорожку следов четвероногого хождения из той же формации Antenor Navarro в Бразилии и 4 дорожки двуногого хождения из геологической группы Enciso в Испании (нижний баррем — средний альб, около 129—112 млн лет назад). Ранее в 1993 году испанский материал был классифицирован Moratalla Garcia, как Brachyguanodonipus.
Голотип Caririchnium kortmeyeri — PMA P76.11.11, представляющий собой естественный слепок следа, а также паратипы найдены в слоях формации Gething, датированных аптом — альбом, (около 125—100 млн лет назад), каньон Пис-Ривер, Британская Колумбия, Канада.
Голотип Caririchnium billsarjeanti — NMB K.S. 374 (слепок), а также дополнительный материал (три дорожки следов) обнаружен в верхней части формации Schrattenkalk, датированной нижним-средним аптом — средним-верхним альбом (около 125—100 млн лет назад), карьер Risleten, Швейцария.
Голотип Caririchnium lotus — QJGM-T37-3 обнаружен в слоях формации Jiaguan, датированных барремом — альбом (около 129—99 млн лет назад), район Цицзян, Китай.
Дополнительный материал включает несколько следов из Китая из той же формации, что и голотип, а также несколько дорожек следов из геологической группы Enciso, имеющей тот же возраст, что и голотип, Испания, прежде относимые Moratalla Garcia к Iguanodonipus.
Голотип Caririchnium protohadrosaurichnos, представляющий собой слепок левого следа № 4 из дорожки следов № 3 (SMU 74652), и отпечатки правых передней и задней лапы № 4 из дорожки следов № 4 (SMU 74653), обнаружен в слоях формации Woodbine, датированных сеноманом (около 99—94 млн лет назад), округ Дентон, штат Техас, США.

### История исследования ихнородаCaririchnium
Когда Leonardi определил Caririchnium, он представил два обособленных диагноза, один для ихнорода, а другой для ихновида. Leonardi охарактеризовал следы ступни Caririchnium, как большие, трёхпалые, с отпечатком пятки и короткими, широкими пальцами. Кроме этого, следы кисти маленькие и овальные. Впоследствии, Lockley в 1987 году пересмотрел диагноз ихнорода, хотя в основном он перевёл с итальянского на английский первоначальный диагноз. Lee в 1997 году также пересмотрел диагноз Caririchnium. Он предложил различные признаки для дорожек следов двуногого и четвероногого хождения. Диагноз Lee получился неточным и едва учитывал морфологию следов. Эти три диагноза Caririchnium главным образом основывались на признаках, которые зависели от значений, полученных из анализа дорожек следов. Данные о дорожках следов зависят главным образом от поведения динозавра и является малоценными для ихнотаксономии. Важными признаками являются признаки, полученные из анализа формы отпечатков ступней и кистей.
Leonardi и Lockley утверждали, что Caririchnium в основном характеризуется четвероногим хождением с отпечатками ступней намного превышающими по размеру отпечатки кистей; ступни с отпечатками каждого пальца и пятки, пальцы короткие и широкие. Тем не менее, эти авторы не рассматривают форму пятки. В работе Dias-Martinez и коллег были идентифицированы два типа отпечатков пятки: округлые и двураздельные. Caririchnium и Iguanodontipus демонстрируют округлые отпечатки пяток, тогда как у Hadrosauropodus пятки двураздельные. Caririchnium имеет большие пятки, ширина которых больше максимальной ширины проксимальной части третьего пальца. С другой стороны, Iguanodontipus имеет небольшую пятку, которая не шире максимальной ширины проксимальной части третьего пальца. Кроме того, отпечатки пальцев у Iguanodontipus удлинённые и узкие, тогда как у Caririchnium и Hadrosauropodus они короткие и широкие. Различия в отпечатках пяток и пальцев позволяют различить три ихнорода.
Currie в 1995 году предположил, что Caririchnium, Hadrosaurichnus и Ornithopodichnites являются младшими синонимами Amblydactylus. Тем не менее, Dias-Martinez и коллеги рассматривают Hadrosaurichnus, Ornithopodichnites и Amblydactylus nomina dubia. С другой стороны, Lucas с коллегами в 2011 году отметил, что диагнозы Caririchnium и Hadrosauropodus похожи между собой и отсутствуют признаки, различающие их друг от друга. В результате они предположили, что Caririchnium является старшим синонимом Hadrosauropodus. Некоторые авторы считали, что Caririchnium демонстрирует двураздельные отпечатки пяток. Тем не менее, как обсуждалось выше, Caririchnium имеет округлые пятки, тогда как отпечатки пяток Hadrosauropodus двураздельные.
Несколько дорожек следов Caririchnium демонстрируют двуногое хождение. Lockley в 1987 году считал, что форма и положение отпечатков кисти это диагностический признак. Впоследствии Lim с коллегами в 2012 году признали диагностическим признаком только форму отпечатки кисти, поскольку положение отпечатков кисти во всех дорожках следов четвероногих орнитоподов непостоянно. Это предложение считается валидным Dias-Martinez и коллегами. Выделение ихновида должно быть возможно даже без следов кисти, поэтому в работе Dias-Martinez и коллег утверждается, что следам ступней следует придавать большее ихнотаксономическое значение.
Dias-Martinez и коллеги предполагают, что только два ихновида верно отнесены к роду Caririchnium: Caririchnium magnificum и Caririchnium lotus. Ихнотаксоны Caririchnium leonardii и Caririchnium kyoungsookimi относятся к роду Hadrosauropodus, а Caririchnium protohadrosaurichnos определён, как nomen dubium. Ambydactylus kortmeyeri and Iguanodontipus billsarjeanti отнесены к роду Caririchnium на основе формы отпечатков пальцев и пятки.

### Amblydactylus kortmeyeriиIguanodontipus billsarjeanti
Currie и Sarjeant описали Amblydactylus kortmeyeri на основе хорошо сохранившегося естественного слепка (голотип) и нескольких следов и дорожек (паратипы). Они предположили, что основные различия между Amblydactylus gethingi и Amblydactylus kortmeyeri это соотношение длины и ширины следа (у Amblydactylus gethingi больше), форма контура и дистальные концы пальцев (более заострённые у Amblydactylus gethingi). Авторы предположили, что эти различия могут обуславливаться особенностью формации, в которой найдены следы. Currie в 1983 году отметил, что по хорошо сохранившимся следам возможно различать ихновиды, однако эта идентификация не представляется возможной для большинства следов Amblydactylus. Currie в 1983 и 1995 годах полагал, что Amblydactylus gethingi и Amblydactylus kortmeyeri представляют собой один и тот же общий тип животного и обсуждал оба ихновида, как один ихнотаксон. Gangloff с коллегами в 2004 году предположил, что Amblydactylus gethingi может быть старшим синонимом Amblydactylus kortmeyeri. В работе Dias-Martinez и коллег типовой ихновид Amblydactylus gethingi условно считается nomen dubium. Таким образом, Amblydactylus kortmeyeri может быть отнесён  к другому ихнороду, либо стать типовым ихновидом рода Amblydactylus. Этот ихновид главным образом характеризуется широким и округлым отпечатком пятки, что типично для Caririchnium. Таким образом, Dias-Martinez и коллеги предлагают отнести Amblydactylus kortmeyeri к роду Caririchnium.
Iguanodontipus billsarjeanti был описан на основе хорошо сохранившихся дорожек следов четвероногого хождения. Следы ступни с отпечатками каждого пальца и пятки, а следы кисти маленькие и овальные. Этот ихновид, отнесённый первоначально к роду Iguanodontipus, определён Dias-Martinez и коллегами, как валидный. Тем не менее, наблюдаемые особенности на согласуются с признаками Iguanodontipus, однако совпадают с признаками Caririchnium. Таким образом, Dias-Martinez и коллеги помещают ихновид billsarjeanti в род Caririchnium под новой комбинацией имени — Caririchnium billsarjeanti.

### Caririchnium lotus
Caririchnium lotus описан Xing и коллегами на основе дорожек следов двуногого и четвероногого хождения. Материал состоит из около 200 хорошо сохранившихся следов различных размеров. Авторы разделили следы на 3 группы по их длине: 37—40 см (взрослые особи); 25—30 см (почти взрослые особи); 19—23 см (юные особи). Ихнотаксон имеет большие, закруглённые отпечатки пяток, поэтому его отнесение к роду Caririchnium оправдано. Caririchnium lotus главным образом характеризуется отпечатком пятки, который длиннее ширины, что контрастирует с другими ихновидами Caririchnium, у которых пятка шире длины. Xing предположил, что следы кисти имеют отпечатки дистальных частей пальцев. Впоследствии, Xing в 2012 году указал, что след кисти прямоугольной формы с закруглёнными краями и слегка вогнутой проксимальной поверхностью. Эта особенность Caririchnium lotus также отличается от других ихновидов Caririchnium.

## Описание и классификация
Пересмотренный Dias-Martinez и коллегами диагноз Caririchnium: следы стоп принадлежащие Iguanodontipodidae с большими отпечатками округлых, центрированных и широких пяток (шире ширины проксимальной части отпечатка третьего пальца); короткие, широкие отпечатки пальцев.
Caririchnium magnificum был описан на основе следов четырёх лап из раннего мела Бразилии. Leonardi представил разные диагнозы для ихнорода и ихновида. Следы хорошей сохранности. Следы стоп большие, трёхпалые, с отпечатками каждого пальца и пятки, пальцы короткие и широкие. Отпечатки кистей по размеру меньше, чем стопы. Ихновид диагностирован очень подробно и точно отражает морфологию следов. Dias-Martinez и коллеги признают Caririchnium magnificum валидным ихнотаксоном.
Пересмотренный диагноз Caririchnium magnificum: следы стоп с очень большими отпечатками пяток, с шириной примерно равной (или превышающей) их длине; тупые дистальные концы отпечатков пальцев; почти треугольная дистальная часть пятки; следы кистей шире длины, имеют овальную форму.
Amblydactylus kortmeyeri происходит из той же формации, что и типовой ихновид Amblydactylus gethingi. Типовой ряд, следы и дорожки хорошей сохранности. Следы трёхпалые, с заострёнными пальцами, округлыми отпечатками пяток, а диагноз Currie и Sarjeant отражает основные особенности следов. Dias-Martinez и коллеги считают этот таксон валидным, но помещают его в род Caririchnium.
Пересмотренный диагноз Caririchnium kortmeyeri: следы ступни имеют очень большие отпечатки пяток, ширина которых примерно равна (или шире) длине; острые дистальные концы отпечатков пальцев; почти треугольная дистальная часть пятки.
Следы Iguanodontipus billsarjeanti хорошей сохранности с отпечатками каждого пальца и пятки. Meyer и Thuring указывали, что Iguanodontipus billsarjeanti отличается от Iguanodontipus burreyi — типового ихновида, — чётко выраженными контуром и ветвлением. Голотип Iguanodontipus billsarjeanti хорошей сохранности, и диагноз правильный. Таким образом, Dias-Martinez и коллеги признают ихнотоаксон валидным, но помещают его в род Caririchnium.
Пересмотренный диагноз Caririchnium billsarjeanti: следы ступни с очень большими отпечатками пяток, ширина которых примерно равна (или шире) длине; тупые дистальные концы отпечатков пальцев; округлая дистальная часть пятки; следы кистей овальные, шире длины.
Caririchnium lotus описан на основе 200 следов, обнаруженных в Китае. Следы трёхпалые, с отпечатками каждого пальца и округлой пятки. Следы хорошей сохранности, диагноз описывает форму следов. Dias-Martinez и коллеги считают Caririchnium lotus валидным ихнотаксоном.
Пересмотренный диагноз Caririchnium lotus: следы ступни с очень большими отпечатками пяток, длина которых больше ширины; тупые дистальные концы отпечатков пальцев; почти треугольная дистальная часть пятки; следы кисти прямоугольные, плавно вогнутые в проксимальной части, шире длины.
Caririchnium protohadrosaurichnos описан на основе 6 дорожек следов. Ихновид определён по положению отпечатков кистей, которое отличается от других видов рода Caririchnium. Hunt и Lucas в 1998 году и Lim с коллегами в 2012 году предположили, что положение следов кистей не валидный ихнотаксономический признак, поскольку оно обусловлено поведением динозавра. Исходя из этого, Dias-Martinez и коллеги признают Caririchnium protohadrosaurichnos nomen dubium.